# Astragalus dodtii
Astragalus dodtii es una especie de planta del género Astragalus, de la familia de las leguminosas, orden Fabales.

## Distribución
Astragalus dodtii se distribuye por Chile (Antofagasta, Atacama y Coquimbo).

## Taxonomía
Fue descrita científicamente por Phil. Fue publicado en Linnaea 33: 48 (1864).
Sinonimia
- Astragalus rengifoi Phil.
Astragalus melanogonatus I. M. Johnst.